# Diga di Carmena
La diga di Carmena è una diga ad arco situata nel canton Ticino, in Svizzera, nei pressi di Sant'Antonio.
Ha un'altezza di 40 metri e il coronamento è lungo 100 metri.
Il volume della diga è di 9.000 metri cubi.
Il lago creato dallo sbarramento, il lago di Carmena ha un volume massimo di 0,3 milioni di metri cubi, una lunghezza di 400 metri e un'altitudine massima di 637 m s.l.m.
Lo sfioratore ha una capacità di 230 metri cubi al secondo.